# Пойнор (Техас)
Пойнор (англ. Poynor) — місто (англ. town) в США, в окрузі Гендерсон штату Техас. Населення — 287 осіб (2020).

## Географія
Пойнор розташований за координатами 32°4′46″ пн. ш. 95°35′33″ зх. д. / 32.07944° пн. ш. 95.59250° зх. д. (32.079342, -95.592372).  За даними Бюро перепису населення США в 2010 році місто мало площу 6,11 км², уся площа — суходіл.

## Демографія
Згідно з переписом 2010 року, у місті мешкало 305 осіб у 114 домогосподарствах у складі 83 родин. Густота населення становила 50 осіб/км².  Було 127 помешкань (21/км²).
Расовий склад населення:
| - 96,1 % — білих - 1,6 % — чорних або афроамериканців - 1,0 % — азіатів - 0,3 % — корінних американців |

До двох чи більше рас належало 0,7 %. Частка іспаномовних становила 2,3 % від усіх жителів.
За віковим діапазоном населення розподілялося таким чином: 29,8 % — особи молодші 18 років, 55,8 % — особи у віці 18—64 років, 14,4 % — особи у віці 65 років та старші. Медіана віку мешканця становила 37,3 року. На 100 осіб жіночої статі у місті припадало 76,3 чоловіків;  на 100 жінок у віці від 18 років та старших — 79,8 чоловіків також старших 18 років.
Середній дохід на одне домашнє господарство  становив 53 090 доларів США (медіана — 41 364), а середній дохід на одну сім'ю — 63 005 доларів (медіана — 51 875). За межею бідності перебувало 27,4 % осіб, у тому числі 67,6 % дітей у віці до 18 років та 9,4 % осіб у віці 65 років та старших.
Цивільне працевлаштоване населення становило 105 осіб. Основні галузі зайнятості: освіта, охорона здоров'я та соціальна допомога — 28,6 %, роздрібна торгівля — 21,9 %, будівництво — 17,1 %.